# Slezské Předměstí
Slezské Předměstí (německy Schlesische Vorstadt) je místní část a současně katastrální území statutárního města Hradec Králové. Do roku 1942 se jednalo o samostatnou obec, tehdy se stala součástí Hradce Králové.
Většina obyvatel žije na sídlišti Slezské Předměstí.
Předměstí se nachází na severovýchod od centra města. Působí zde dvě komise místní samosprávy, Slezské Předměstí – jih a Slezské Předměstí – sever (působí zčásti i na území místních částí Hradec Králové a Pouchov).

## Charakteristika
Původní Mýtské Předměstí s kostelem svatého Antonína Poustevníka bylo zbořeno v 18. století v souvislosti s přestavbou Hradce Králové na pevnost. Nyní je Slezské Předměstí rozsáhlý a lidnatý komplex převážně panelových sídlišť v severovýchodní části města.
Hlavní komunikační osou Slezského Předměstí je třída Pospíšilova, která začíná u historického centra města a dále pokračuje jako třída SNP, která končí až u skladištní oblasti na východě města a rozděluje tak sídliště na Slezské Předměstí Sever a Jih. Uprostřed vilové zástavby na jih od Pospíšilovy třídy (pod paneláky Kazi, Tetou a Libuší) stojí filiální kostelík Panny Marie na Rožberku, patřící pod farnost Hradec Králové – Pouchov. Na Slezském Předměstí se dále nachází vlastní nádraží, Poliklinika II, obvodní oddělení Policie ČR, hotel Alessandria, nákupní dům Orlice park (dříve Interspar) nebo rozsáhlý komplex panelových domů pod názvem sídliště Sever (o rozsáhlosti svědčí i zastávky MHD: Sídliště Sever, Sever střed, Dům L).
Na jihu předměstí (kolem ulice Okružní) se nachází továrna Josefa Pilnáčka a bytové domy ve stylu pozdního historismu, kubismu a socialistického realismu. Obytný soubor Na Střezině pochází z let 1954–1957 a jeho výstavba jen těsně předcházela výstavbě sídliště.

## Přírodní poměry
Městská část stojí ve Východolabské tabuli. Podél její jižní hranice protéká řeka Orlice, jejíž tok s přilehlými pozemky a slepými rameny je součástí přírodní památky Orlice.

## Doprava
Na Slezské Předměstí v rámci MHD zajíždí trolejbusy i autobusy, které umožňují snadnou dostupnost centra města i jiných částí (Malšovice, Moravské Předměstí, Kukleny). Na severovýchodě čtvrti se nachází železniční nádraží Hradec Králové-Slezské Předměstí.

## Pamětihodnosti
Z roku 1968 pochází plastika Květ umístěna před hotelem Alessandria. Z let 1968/9 je pískovcová plastika Vesrmíný plavec od Karla Hyliše, která byla umístěna před základní školou Jih. 

## Rodáci
- Jiřina Švorcová (1928–2011), česká herečka

## Fotogalerie

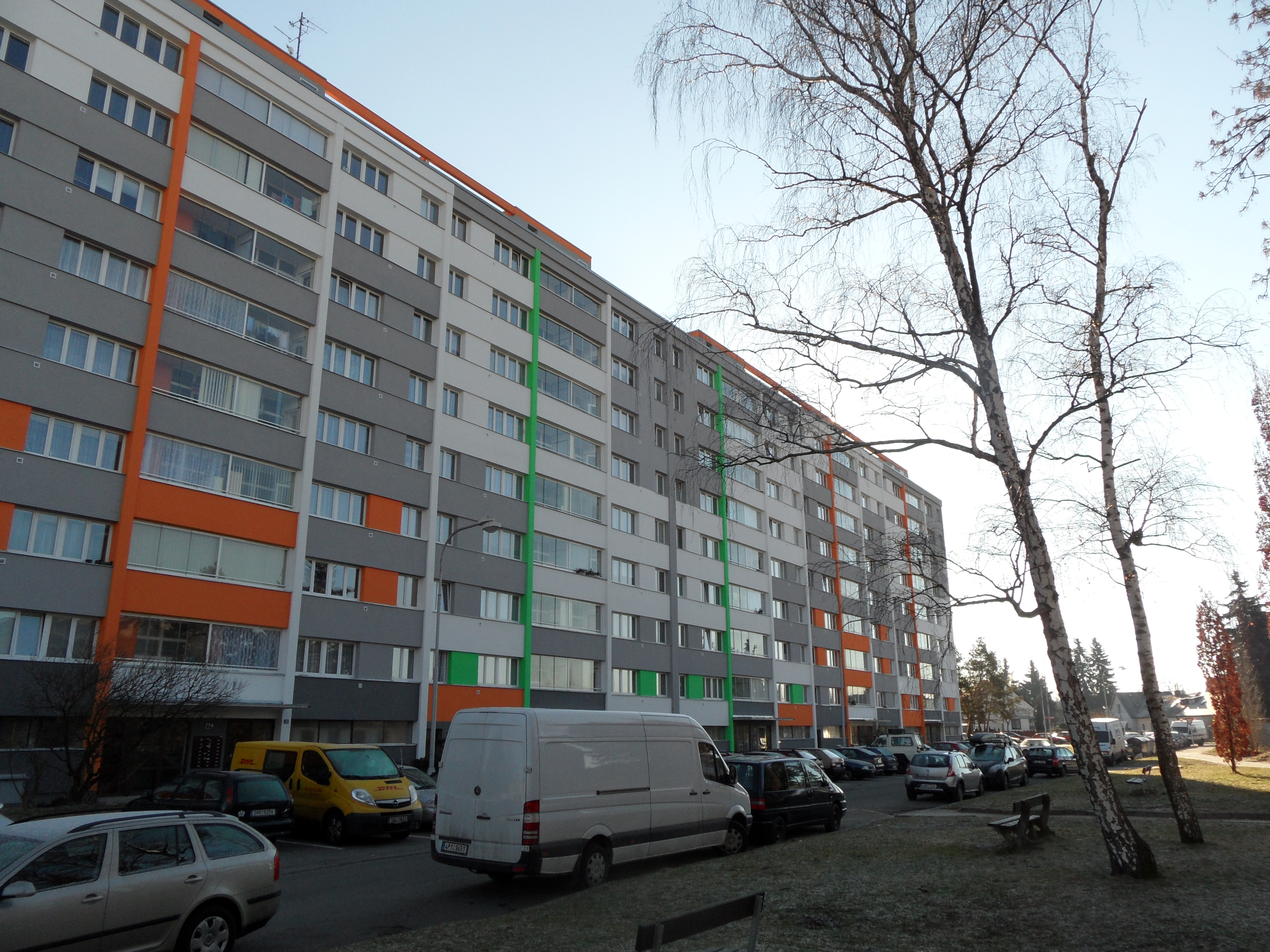
Ulice Severní
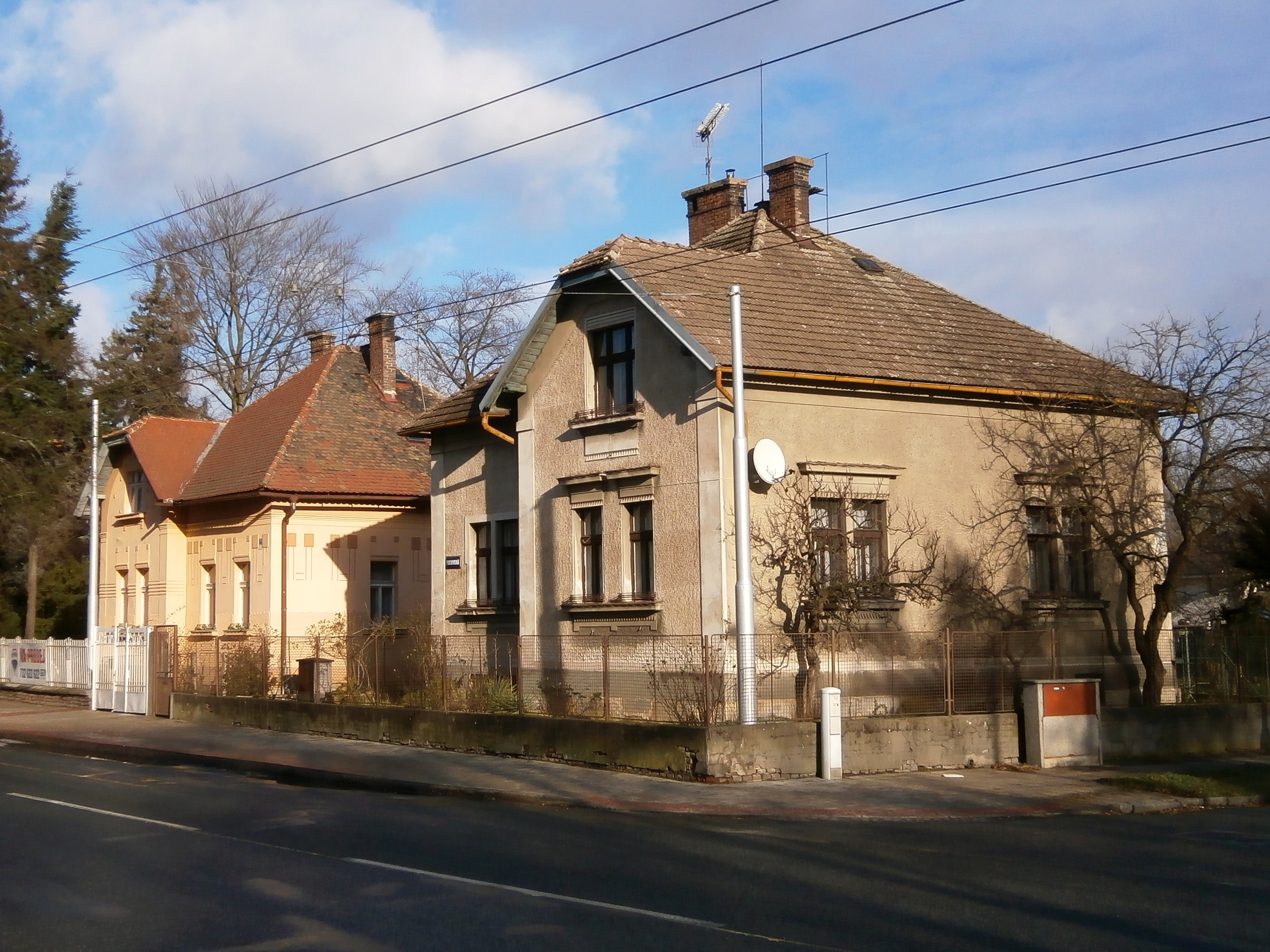
Vilky v Pouchovské ulici
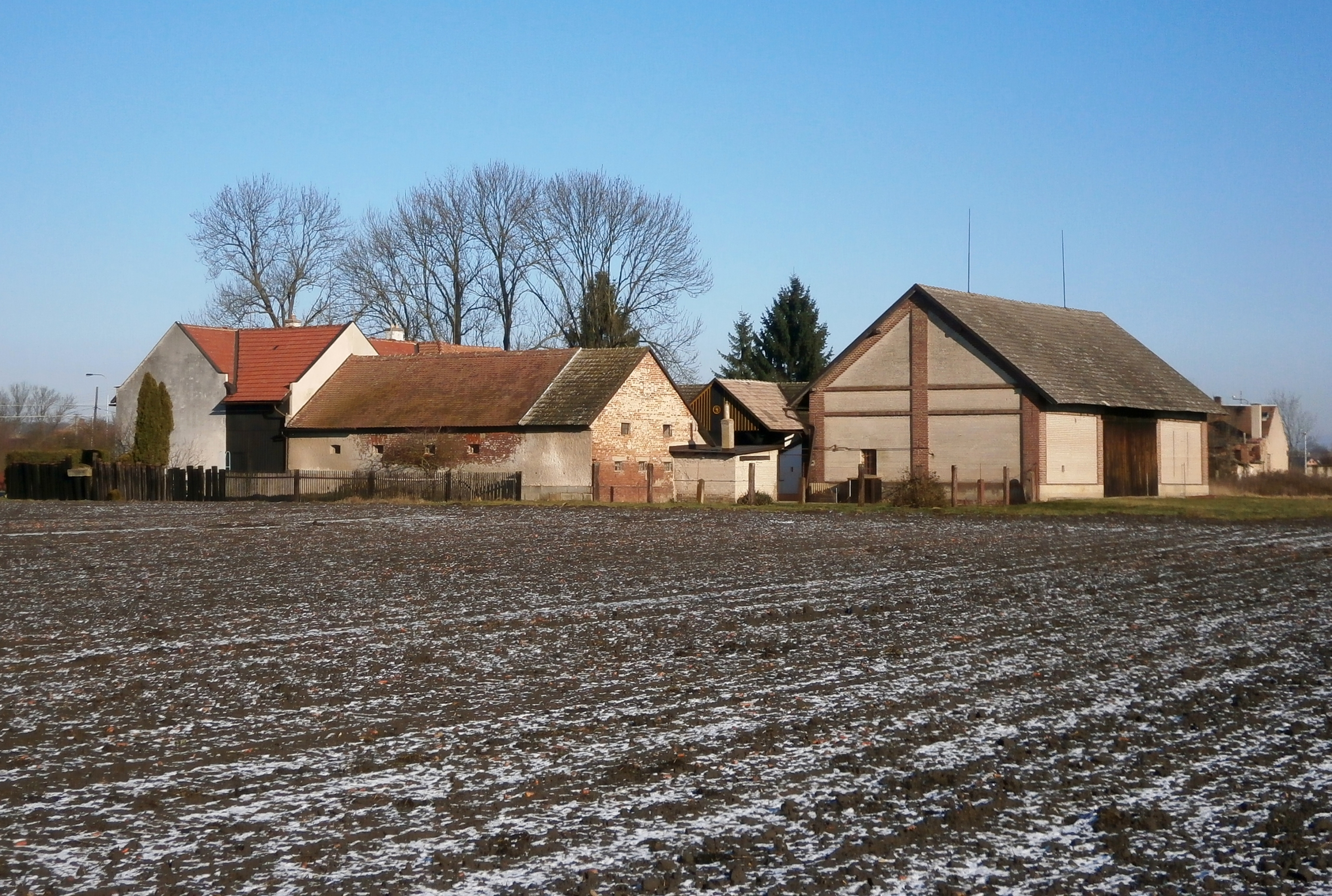
Chalupa v Kladské ulici
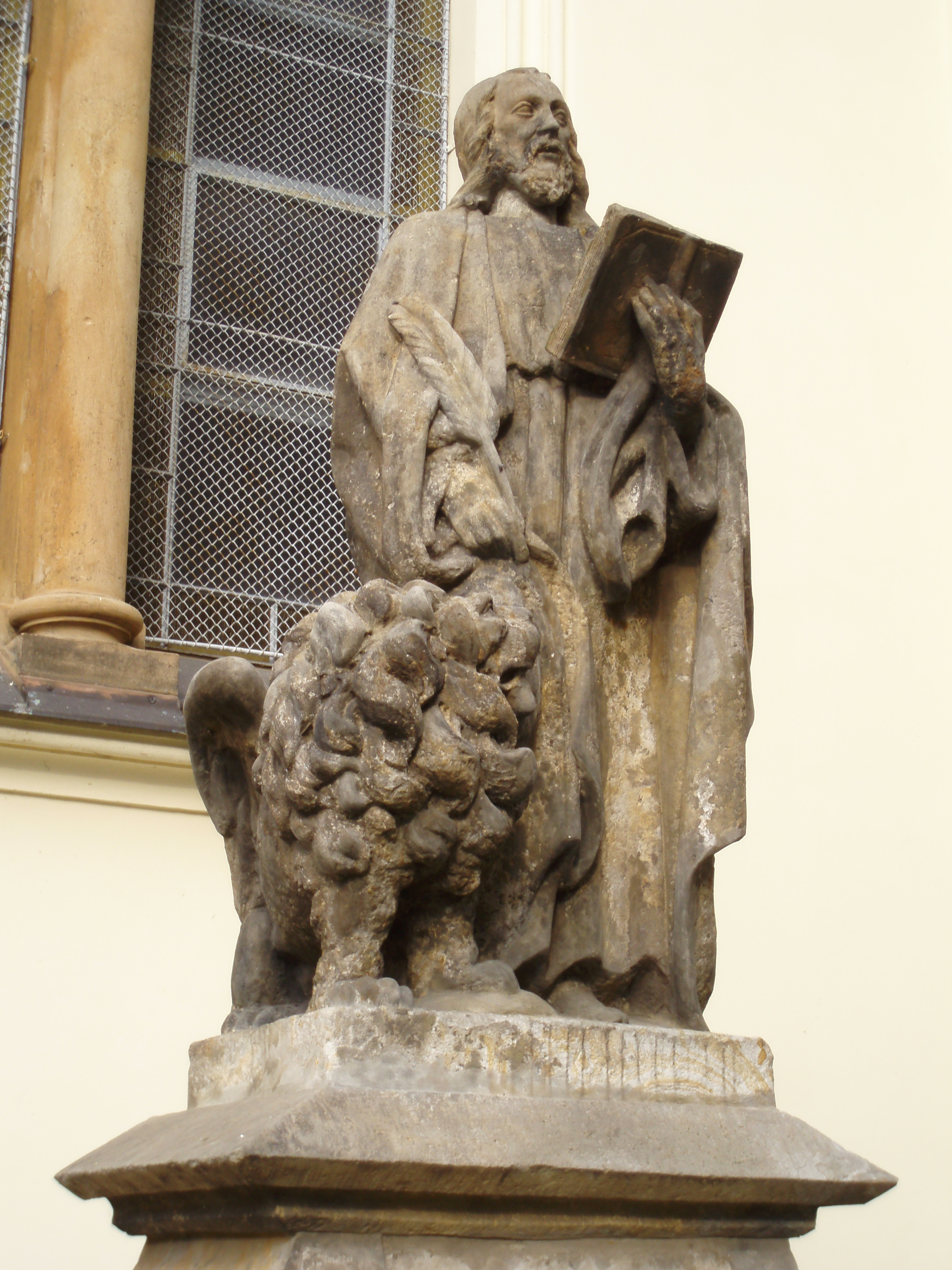
Socha svatého Marka
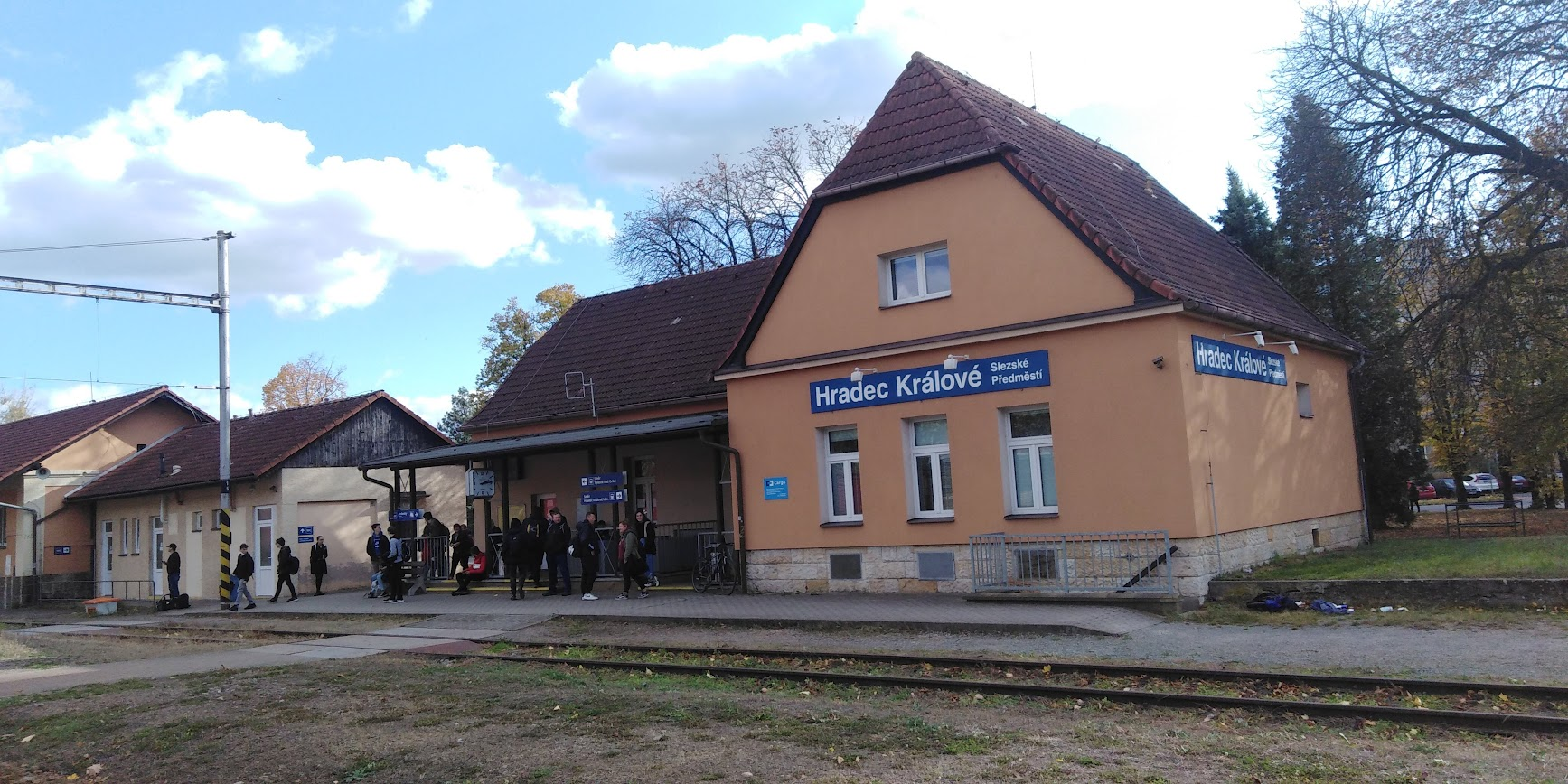
Nádraží Hradec Králové-Slezské Předměstí